# Espectro da neuropatia auditiva
O Espectro da Neuropatia Auditiva (ENA), também conhecido por Desordem do Espectro da Neuropatia Auditiva (DENA) ou apenas Neuropatia auditiva, é uma condição que afeta o nervo auditivo. A terminologia de espectro está relacionada a variabilidade do local em que pode estar a lesão o que implica diretamente em diferentes possibilidades de achados nos exames audiológicos que esse quadro apresenta. A ENA caracteriza-se por uma dessincronização no nervo auditivo, ou seja, a passagem da informação acústica, o som, por essa estrutura sofre prejuízos afetando a compreensão da mensagem. O seu quadro clínico comumente é bilateral, acometendo os dois lados, e definido quando as células ciliadas externas presentes na cóclea estão funcionando e o exame do Potencial Evocado Auditivo de Tronco Encefálico (PEATE) que verifica a funcionalidade do nervo está ausente ou muito comprometido, associado a ausência e/ou alteração dos reflexos do músculo do estapédio, além disso pode haver flutuação dos limiares auditivos, porém em todos os casos há uma dificuldade de discriminação de fala muita das vezes  incompatíveis com o resultado da audiometria.

## Sinais e sintomas
O indivíduo com ENA podem apresentar flutuação na audição (em alguns momentos ouvir melhor e outros pior), dificuldade de entender a fala, pois, a informação sonora não é transmitida de maneira eficiente do nervo auditivo ao cérebro. Devido essa percepção distorcida da fala, geralmente o limiar auditivo é incompatível com o caso. Nos casos em que é desenvolvido a linguagem, essa pode apresentar distorções.

## Causas
Há diferentes causas para o acometimento do ENA, isso porque essa condição pode possuir diferentes possibilidades de etiológicas, sendo assim, ambos fatores: genéticos e/ou ambientais podem resultar em no ENA.

### Genéticas
Esse fator pode estar associado a uma síndrome ou não.

### Ambientais
Os principais fatores de riscos associados com o ENA durante o período neonatal:
- Prematuridade extrema (< 28 semanas)
- Hiperbilirrubinemia com níveis que requer a transfusão sanguínea
- Permanência por mais de 5 dias na UTIN (Unidade de Terapia Intensiva Neonatal)
- Uso de medicamentos ototóxicos
- Uso de ventilação mecânica
- Sepse grave

### Fisiopatologia
A fisiopatologia da ENA é complexa, pois depende do local em que há a lesão, pois esta pode estar associada ao nervo coclear (nervo auditivo), à funcionalidade das células ciliadas internas na cóclea e/ou à sinapse que ocorre entre os neurotransmissores responsáveis pela despolarização do nervo coclear (nervo auditivo). Sendo assim, a depender do local lesado, se é pré (antes da sinapse) ou pós-sináptica (no nervo) o comportamento e prognóstico auditivo é diferente. Nos casos pré sinápticos, onde a lesão está antes do nervo, existe possibilidade de melhores resultados.

### Diagnóstico
O diagnóstico do ENA é comumente multiprofissional, sendo necessário teste auditivos e de imagem. Nos exames auditivos inclui a realização dos testes:
- Emissões Otoacústicas Evocadas (EOA): que pode estar presentes e ou ausentes;
- Potencial Evocado Auditivo de Tronco Encefálico (PEATE):  ausente com possível presença do microfonismo coclear ou muito comprometido;
- Reflexos do músculo estapediano: ausente ou alterados;
- Eletrococleografia (EcoG): Presença de microfonismo coclear;
- Comportamento auditivo incompatível com os achados eletrofisiológicos.

A dessincronização é definida quando há função da célula ciliada externa, seja pela presença de EOE e/ou microfonismo coclear (visualizados no PEATE e/ou EcoG) todavia essas características devem estar associadas ao comprometimento do nervo auditivo, sendo vistos nos exames de PEATE e pesquisa dos reflexos estapedianos.

### Tratamento
Não há um consenso do melhor e mais adequado tratamento para o ENA, ele pode ocorrer por meio de aparelhos auditivos convencionais, implante coclear e/ou outras formas alternativas de comunicação a depender do caso, pois o objetivo principal é possibilitar a compreensão auditiva, ou seja, o entendimento da fala. Para isso, o caso deve ser avaliado por profissionais competentes na área

### Epidemiologia
Estudos apontam que há uma ocorrência do ENA na prática clínica de 1-10%. Todavia, nas populações que apresentam os fatores de riscos para condição, essa porcentagem pode aumentar acometendo em torno de 1 a 40% dos casos.

### História
O ENA é uma patologia amplamente discutida, devido as diferentes possibilidades de achados clínicos.  Em 1996 o termo neuropatia auditivo foi descrito por Starr e colegas, no entanto, como o local da lesão nem sempre estava relacionado ao nervo auditivo, o uso do termo era controverso para alguns casos. Dessa forma, em 2008 em uma convenção que ocorreu na Itália, pesquisadores com expertise no assunto decidiram por consenso o termo DENA referindo-se a Desordem do Espectro da Neuropatia Auditiva, admitindo o quão amplo são as características dessa patologia. Recentemente devido o termo sofreu mais uma alteração nomeando-se apenas como Espectro da Neuropatia Auditiva (ENA).